# Concours de Metz de 1787-1788
Le Concours de Metz de 1787 - 1788  a constitué une étape importante dans l'évolution des esprits vers l'émancipation juive sur le sol français et la reconnaissance des droits des citoyens aux membres de cette communauté.

## L'Académie Royale de Metz et la volonté d'émancipation des juifs
Le concours de Metz a été lancé en 1787 par la Société royale des sciences et des arts. Cette société savante fut fondée le 22 avril 1757, fut reconnue comme Académie Royale, et à partir de 1761, elle proposa annuellement des concours sur des sujets de toutes sortes. En 1787, le concours posait la question suivante : "Est-il des moyens de rendre les Juifs plus heureux et plus utiles en France?" . La question, au moment où elle a été formulée, était profondément d'actualité et certainement pas anodine. Du reste, certaines autorités tentèrent de s'opposer à la publication de ce concours. La condition des Juifs sur le sol français, à cette époque, n'était pas la même dans toutes les régions qui les accueillaient (essentiellement la Lorraine et l'Alsace, l'Aquitaine, et le Comtat Venaissin), mais, en général, et surtout dans les provinces de l'Est de la France, leur condition n'était pas très enviable ; ils étaient en effet soumis à des restrictions, par exemple quant' aux professions qu'ils pouvaient exercer, et à des interdictions plus ou moins strictes selon les différentes régions.

## Le Concours
Le concours fut lancé en 1787 et la date limite de réception des propositions fixée au 1er juin 1787. La commission chargée d'examiner les réponses, présidée par Pierre-Louis Roederer, conseiller au Parlement de Metz, était composée de Jean Le Payen, Henri-Jacques Baron de Poutet, Jean-Gérard de Lacuée et Jean-François-Nicolas Blouet. Les réponses reçues par le jury furent au nombre de neuf ; certaines d'entre elles proposaient des mesures inenvisageables, comme celle du procureur au parlement de Metz, Louis-Nicolas Haillecourt, qui suggérait une déportation massive des communautés juives vers la Guyane. Cependant, la plupart des autres mémoires visaient la tolérance et l'intégration. Trois d'entre eux en particulier firent une impression particulièrement positive sur les membres de la commission : la proposition de Zalkind Hourwitz, celle d'Henri Grégoire (dit abbé Grégoire) et celle de Claude-Antoine Thièry.
Le 25 août 1787, Roederer lut devant l'Académie les conclusions de la commission concernant les réponses reçues. Dans un premier temps, il expliqua les raisons qui avaient conduit l'Académie à proposer ce thème pour le concours annuel, puis passa à l'examen des trois mémoires jugés les meilleurs, et proposa de n'attribuer le prix à aucun d'entre eux. En effet, la commission estimait qu'aucun n'avait abordé et encore moins résolu de manière adéquate tous les problèmes soulevés par la question posée. Il fut donc annoncé que, pour cette raison l'Académie proposerait à nouveau le même sujet au concours de 1788. En outre, afin d'obtenir des œuvres plus appropriées et correctes dans la deuxième étape, il était demandé à ceux qui auraient souhaité participer de préciser, références à l'appui, si leurs suggestions et leurs propositions pouvaient être rendues compatibles avec les lois religieuses et communautaires juives. La date limite pour ce deuxième rendu fut fixée au 1er juillet 1788. La commission reçut cinq réponses: les mémoires complétés de Thièry, Abbé Grégoire et Zalkind Hourwitz, une proposition nouvelle de Dom Chaise (qui avait déjà participé au premier concours) et un cinquième dont l'auteur est resté inconnu. Les meilleurs mémoires étaient les mêmes que lors de la première compétition.

## Les lauréats
Claude-Antoine Thièry : lors du premier concours, son texte, intitulé Il faut finir des juifs le honteux esclavage, avait été salué par la commission notamment pour l'élégance du style. La commission avait conclu que l’auteur avait défendu et soutenu ses propositions de manière intéressante, mais qu’en fin de compte, il n’avait pas abordé avec assez de précision les obstacles à l’amélioration des conditions juives, conduisant ainsi à des propositions peu utiles à la cause défendue. Enfin, ils regrettent l'attention portée à certaines idées sans beaucoup de substance, plutôt que de s'attacher à des aspects bien plus importants et dignes d'être mis en œuvre. Cependant, l'amour profond et vif de l'humanité qui se manifestait dans la façon dont Thièry abordait la matière est souligné. Pour le second concours, le travail a été corrigé dans le sens souhaité par la commission.
Abbé Grégoire : sa prestation du premier concours, intitulée Essai sur la régénération physique, moral et politique des juifs , fait une impression globalement positive sur la commission : ses membres louent la richesse des approches de la question et une vision innovante. Cependant, des critiques de forme sont formulées : le travail était jugé mal structuré et indigeste, la succession des arguments semblait peu logique et comportait trop de digressions et de citations historiques, ce qui finissait par alourdir le texte et réduire sa précision. Pour la deuxième contribution, l'Abbé Grégoire a totalement révisé son travail : il commence par retracer les siècles d'oppression subis par les Juifs et revendique leur droit à la citoyenneté comme moyen d'intégration et de développement de l'amour de la patrie. Et, dans sa conclusion, il appelle tout citoyen français à participer à ce que la condition d '«esclavage» à laquelle sont soumis les juifs prenne fin; ce faisant, il s'appuie sur les sentiments renouvelés de liberté et de fraternité qui se sont progressivement imposés à cette période prérévolutionnaire.
Zalkind Hourwitz : l'auteur polonais d'origine juive a livré un manuscrit de 31 pages intitulé Apologie des Juifs  . Selon Hourwitz, pour rendre les Juifs d'abord heureux, et par conséquent utiles, il fallait leur accorder les droits de citoyens, sans aucune distinction spécifique, les rendant ainsi égaux à tout autre Français. "Le moyen de rendre les juifs heureux et utiles? Le voici, cesser de les rendre malheureux et inutiles, en leur accordant, ou plutôt en leur rendant le droit de citoyen, dont vous les avez privés contre toutes les lois divines et humaines et contre vos propres intérêts". Lors du deuxième concours, il insistait sur le fait que cette nouvelle participation était motivée par le désir d'être utile à la cause juive, en tant que membre de la communauté, en tant qu'avocat et en tant que témoin. 
Le Concours de Metz eut donc le mérite de mettre la question juive à l'honneur et d'en faire une question nationale à laquelle il était nécessaire de remédier sans attendre ; le fait même de répéter la même question comme sujet au concours pendant deux années consécutives témoigne de son importance et de sa pertinence, ainsi que de la volonté de trouver des réponses efficaces. En outre, le témoignage de l'abbé a eu un grand retentissement : alors que la position d'un membre de la communauté juive comme Zalkind-Hourvitz était tenue pour acquise, il n'en allait pas de même de celle d'un membre du clergé catholique . Son exploitation des sentiments qui sont devenus ensuite typiques de la révolution, tels que la fraternité et la liberté, eut par conséquent une grande résonance parmi le peuple. Il fut, jusqu'à sa traduction dans la Loi, un fervent partisan de l'émancipation de la communauté juive, dont les membres durent attendre encore deux ans avant d'être reconnus les droits des citoyens, ce qui passa en fait par la loi du 13 novembre 1791 .

## Le concours dans la littérature
Le concours de Metz et les tribulations qui l'ont accompagné sont au cœur de l'intrigue du livre d'Anne Villemin Sicherman, l'Abbé Grégoire s'en mêle, collection "les grands détectives" de 10 18, 2019, édition originale, éditions La Valette, 2018.